# 京都府外国人学校一覧
京都府外国人学校一覧（きょうとふがいこくじんがっこういちらん）では京都府におけるインターナショナル・スクール（外国人学校）について示す。

## 朝鮮学校

### 京都市
- 京都朝鮮中高級学校
- 京都朝鮮初級学校
- 京都朝鮮第二初級学校

## 欧米系

### 京都市
- 京都国際フランス学園
- 京都インターナショナルスクール